# Femmes géologues

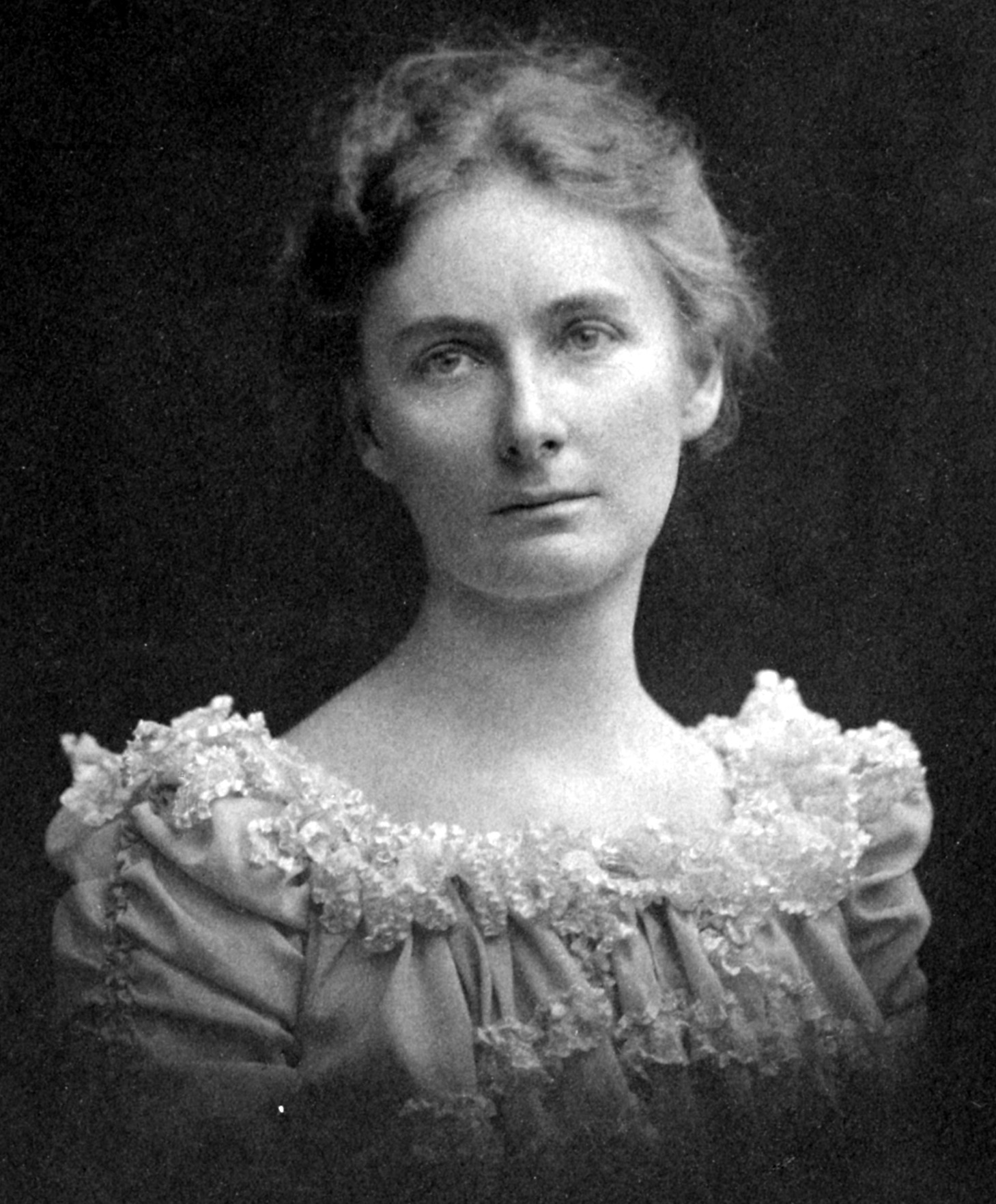
Florence Bascom (1862-1945).

Les femmes géologues sont présentes depuis longtemps dans le domaine de la géologie, bien qu'elles aient été sous-représentées. Avant le XVIIIe siècle, la science et la géologie n'étaient pas aussi formalisées qu'elles le sont devenues par la suite avec le développement du monde académique. Par conséquent, les géologues de la première heure étaient des amateurs et des collectionneurs, hommes comme femmes. On peut citer notamment Hildegarde de Bingen (XIIe siècle) qui décrivit entre autres les minéraux dans son ouvrage Physica, ou encore Barbara Uthmann (XVIe siècle) qui géra l'exploitation minière de son mari après le décès de celui-ci. Barbara Uthmann était par ailleurs dans l'entourage de Georg Agricola, savant allemand considéré comme le père de la minéralogie. Plus tard il y eut également un certain nombre de femmes appartenant à  l'aristocratie qui développèrent des collections scientifiques de roches ou de minéraux.
Au XIXe siècle, un groupe important de géologues non professionnels était encore actif au Royaume-Uni, et les femmes y étaient acceptées, formant un réseau de géologues de terrain, de collectionneuses, peintres, secrétaires et assistantes, dans des cercles scientifiques comme la Société Géologique de Londres (Geological Society of London). Par conséquent de nombreuses femmes anglaises contribuèrent au développement des connaissances en géologie à cette époque.
En 1977, l'AWG (Association for Women Geoscientists) fut créée pour soutenir et promouvoir la présence de femmes en géologie où elles demeurent sous-représentées malgré une évolution progressive.

## Femmes géologues notables
- Mary Anning (1799 – 1847) - paléontologue anglaise
- Claudia Alexander (1959-2015) - chercheuse en géophysique et planétologie, membre de l'AWG.
- Florence Bascom (1862-1945)- première femme embauchée à l'United States Geological Survey (USGS).
- Helen Belyea (1913-1986) - géologue canadienne
- Etheldred Benett (1776-1845) - géologue et paléontologue anglaise, une des premières femmes dans ces champs d'étude
- Elizabeth Catherine Thomas Carne (1817-1873) - géologue anglaise
- Margaret Chorley Crosfield (1859-1952) - paléontologue et géologue anglaise
- Gertrude Elles (1872-1930) - géologue anglaise
- Jane Francis (1956-...)- directrice de la British Antarctic Survey
- Robbie Gries - ancienne présidente de l'American Association of Petroleum Geologists[4]
- Dorothy Hill (1907-1997) - ancienne (et unique) présidente de l'Australian Academy of Science
- Miriam Kastner (1935-...) - océanographe et géochimiste, professeur en Sciences de la Terre à University of California, San Diego, 2008 Maurice Ewing Medal
- Inge Lehmann (1888-1993)- Séismologue danoise qui découvrit la nature du noyau interne de la Terre
- Margaret Leinen (1946-...)- Paléoclimatologue américaine, directrice de l'Institut d'océanographie Scripps
- Lorraine Lisiecki - Paléoclimatologue américaine
- Mary Horner Lyell (1808-1873) - géologue anglaise
- Mary Ann Woodhouse Mantel (1795-1869) - paléontologue amateure anglaise, auteure des dessins des premières dents fossiles d'Iguanodon découvertes
- Marcia McNutt - géophysicienne américaine, précédente directrice de l'United States Geological Survey, conseillère scientifique du Secrétaire à l'Intérieur des États-Unis
- Marie Morisawa - géomorphologue américaine
- Helen Morningstar - géologue américaine, professeure en géologie et paléontologie à l'Ohio State University,
- Sharon Mosher - ancienne présidente de la Geological Society of America
- Alexandra Navrotsky - 1973 - Alfred P. Sloan Fellowship, 1988 American Geophysical Union Fellow, 1997 Geological Society of America Fellow, 2006 Harry H. Hess Medal
- María Páramo - géologue et paléontologue colombienne
- Maureen Raymo - directrice du Lamont-Doherty Core Repository à l'observatoire de la Terre Lamont-Doherty de l'université de Columbia
- Sudipta Sengupta - professeure en géologie structurale ià l'université de Jadavpur, Calcutta
- Ethel Shakespear - géologue anglaise
- Norah Dowell Stearns (1890 - ?) - première femme hydrogéologue
- Marjorie Sweeting - maître de conférences à l'Université d'Oxford et 1re géomorphologue à publier sur les régions karstiques chinoises
- Marie Tharp (1920-2006) - géologue et océanographe américaine ayant mis en évidence l'existence des dorsales océaniques
- Susan Trumbore - membre de l'Académie des Sciences américaine, Directrice du Max Planck Institute for Biogeochemistry
- Janet Watson - Lyell Medal, Bigsby Medal, et ancienne présidente de la Geological Society of London
- Ethel Skeat Woods (1865-1939) géologue anglaise, joua un rôle clé dans la compréhension de l'histoire géologique du Pays de Galles
- Dawn Wright - géologue marine américaine, membre de l'American Association for the Advancement of Science
- Maria Zuber - Professeure en géophysique au Massachusetts Institute of Technology; 2012 Harry H. Hess Medal
- Najla Bouden (1958-...) - Ingénieure et professeure en géologie, nommée en 2021 comme chef du gouvernement tunisien